# La Cloche Provincial Park
La Cloche Provincial Park är en park i Kanada.   Den ligger i provinsen Ontario, i den sydöstra delen av landet, 500 km väster om huvudstaden Ottawa. La Cloche Provincial Park ligger 303 meter över havet. Den ligger vid sjön La Cloche Lake.
Terrängen runt La Cloche Provincial Park är platt västerut, men österut är den kuperad. La Cloche Provincial Park ligger uppe på en höjd. Trakten är glest befolkad. Närmaste större samhälle är Little Current, 16,6 km sydost om La Cloche Provincial Park. 